# 特定先端大型研究施設の共用の促進に関する法律
特定先端大型研究施設の共用の促進に関する法律（とくていせんたんおおがたけんきゅうしせつのきょうようのそくしんにかんするほうりつ、平成6年6月29日法律第78号）は、先端大型研究施設の共用促進に関する日本の法律である。1994年度（平成6年度）にSPring-8を対象とした特定放射光施設の共用の促進に関する法律として成立した法律である。

## 概要
この法律は、科学技術（人文科学のみに係るものを除く。以下同じ。）に関する試験、研究及び開発（以下「研究等」という。）を行う者（以下「研究者等」という。）による先端大型研究施設の共用を促進するための措置を講ずることにより、研究等の基盤の強化を図るとともに、研究等に係る機関及び研究者等の相互の間の交流による研究者等の多様な知識の融合等を図り、もって科学技術の振興に寄与することを目的とする。 (第一条)
特定先端大型研究施設に対して登録施設利用促進機関を置き、利用者の選定や利用支援を行わせることが出来る。
特定先端大型研究施設およびその登録施設利用促進機関は以下の通りである。
- 理化学研究所によって設置される特定放射光施設 (SPring-8、SACLA) - 公益財団法人高輝度光科学研究センター
- 量子科学技術研究開発機構によって設置される特定放射光施設(ナノテラス) - 公益財団法人高輝度光科学研究センター
- 特定高速電子計算機施設(京 (スーパーコンピュータ)、富岳_(スーパーコンピュータ)) - 一般財団法人高度情報科学技術研究機構
  - 北海道大学、東北大学、筑波大学、東京大学、東京工業大学、名古屋大学、京都大学、大阪大学、九州大学のスーパーコンピュータとともにHPCIシステムを構成する。
- 特定中性子線施設(J-PARCの一部) - 一般財団法人総合科学研究機構

## 構成
- 第一章　総則（第一条―第三条）
- 第二章　基本方針（第四条）
- 第三章　特定先端大型研究施設の設置者の業務（第五条―第七条）
- 第四章　登録施設利用促進機関（第八条―第二十八条）
- 第五章　罰則（第二十九条―第三十一条）
- 附則